# Notophorina areolata
Notophorina areolata är en insektsart som först beskrevs av Blanchard 1852.  Notophorina areolata ingår i släktet Notophorina och familjen rundbladloppor. Inga underarter finns listade i Catalogue of Life.